# Лиутвин
Свети Лиутвин (Liutwin, Lutwin, Ludwin, Leodewin, на латински: Lutwinus; † 717, Реймс) е граф и епископ на Трир през 697 – 715 г., на Реймс и Лаон през 717 г. Той е основател през 690 г. на бенедиктинския манастира в Метлах на Саар. Чества се на 23 септември. Прадядо е на Карл Велики.

## Биография
Произлиза от знатната франкска, австразийска фамилия Гвидони. Син е на Гервин, граф на Париж в края на 7 век. Чичо му граф Басин е бил до 705 г. епископ на Реймс и Лиутвин го последва.
Луитин е дядо е на Карлман, Пипин III, Хилтруда (херцогиня на Бавария).
Той е погребан в църквата „Св. Мария“ на манастира Метлах.

## Фамилия
Свети Луитвин се за жена от Робертините от Неустрия. Те имат двама сина и една дъщеря:
- Милон († 761/762, епископ на Трир)
- граф Видо († 739)
- Ротруда от Трир (* 690, † 724) става първата съпруга на Карл Мартел и баба на Карл Велики